# Maxime Demine
 (juillet 2019).
Maxim Victorovitch Demine, né en octobre 1969 est un homme d’affaires russe, ancien propriétaire du club de football AFC Bournemouth. Demine a fait carrière dans l'industrie pétrochimique et en tant que trader,,.

## Carrière
Il travaillait pour la compagnie pétrolière et gazière Tatneft. Au milieu des années 2000, il déménage à Londres et se lance dans le commerce du pétrole. 
En 2018, il quitte son poste de directeur de deux entreprises britanniques, Wintel Holdings (UK) et Wintel Petrochemicals.

### Investissements
En 2011, Demine devient copropriétaire du club AFC Bournemouth avec Eddie Mitchell. Il aurait versé 850 000 £ pour sa part du club. En 2013, Demine devient propriétaire à 100 % du Bournemouth FC. En 2015, le club est promu en Premier League. En 2015, il vend une participation de 25% dans le club à Peak 6 Investments, bien qu'il reste l'actionnaire majoritaire. En janvier 2019, il devient actionnaire unique du club avec sa société AFCB Enterprises Ltd.  Il revend le club en décembre 2022.

En 2018, il achète le studio d'enregistrement AIR Studios, créé par le producteur des Beatles George Martin. 

## Vie privée
Demine achète pour 5 millions £ un manoir à Sandbanks (Dorset), qu'il fait ensuite démolir. Il charge Eddie Mitchell de reconstruire une maison à la pointe de la technologie. 
Sa femme se nomme Irena. 